# 伊東敬祐
伊東 敬祐（いとう けいすけ、1935年（昭和10年）4月3日 - ）は、日本の物理学者。理学博士（東京大学）。専門は地球物理学。神戸大学名誉教授・はこだて未来大学初代学長。東京都出身。

## 略歴
1954年（昭和29年）芝高等学校卒業。1958年（昭和33年）東京大学工学部卒、同大学院数物系研究科地質学専攻博士課程修了。1963年、「Thermodynamics of nonhydrostatically stressed solids with geologic applications(非静水圧をうけている固体の熱力学とその地質学への応用)」で東京大学（理学博士）。1964年（昭和39年）東京大学理学部助手、1968年（昭和43年）カリフォルニア大学ロサンゼルス校客員助教授、アメリカ航空宇宙局ヒューストン有人飛行センター研究員を経て、1974年（昭和49年）神戸大学理学部助教授。1977年（昭和52年）神戸大学理学部地球惑星科学科教授、1994年（平成6年）神戸大学大学院自然科学研究科情報メディア科学専攻教授。2000年（平成12年）神戸大学停年退官、同名誉教授。同年、はこだて未来大学初代学長に就任、2004年（平成16年）はこだて未来大学を勇退。
地球科学へのフラクタルの応用や地質学・地球物理学現象へのカオス、化学進化と遺伝暗号の起源を研究した。

## 著書
- 『カオスって何だろう』（ダイヤモンド社、1993年）